# Giornico
Giornico (in tedesco Yrnis o Girnis, desueti, in dialetto ticinese Sgiurnì) è un comune svizzero di 879 abitanti del Canton Ticino, nel distretto di Leventina, parte della Regione Tre Valli. Dal 2022 il comune, grazie alla sua particolare bellezza architettonica ed alla sua storia è entrato a far parte dell'associazione "I borghi più belli della Svizzera".

## Geografia fisica
Giornico sorge nella bassa Val Leventina, nel fondovalle del fiume Ticino.

## Storia
In uno scritto del 935-940 circa viene indicato con il nome di de Iudicibus Giornicensis, nel 1202 Iornico e nel 1210-1258 circa Zurnigo. La sua posizione strategica, ai piedi delle gole della Biaschina, ne ha fatto un luogo di sosta e di approvvigionamento per le persone che volevano attraversare le Alpi utilizzando il passo del San Gottardo.
Nel tempo si affermò come importante centro politico e religioso della Val Leventina. La sua importanza politica fu nel Medioevo dovuta anche al casato dei Da Giornico, ricca famiglia feudale del luogo, con possedimenti sparsi oltre che in Leventina anche nelle altre Tre valli ambrosiane: questo influente casato, che aveva la principale residenza nel borgo, nell'XI secolo si schierò con il Sacro Romano Impero contro i canonici del Duomo di Milano.
Bernardo da Giornico venne nominato avogadro di Leventina dai conti von Lenzburg, che avevano ottenuto dall'imperatore del Sacro Romano Impero il controllo sulle alte valli ticinesi. Bernardo è documentato il 1160 e il 1176; in seguito con la sconfitta di Federico Barbarossa nella battaglia di Legnano, la valle tornò sotto il controllo dei canonici del Duomo di Milano. Questo tolse al casato il controllo sulla valle, con evidenti vantaggi per le comunità locali che mal tolleravano il controllo delle famiglie feudali. Questo non impedì a molti Da Giornico di far parte del ceto dirigente locale. Già nel 1236 un Giovanni da Giornico figura come rappresentante in Leventina del podestà Obizzone Visconti. A Giornico, sotto la signoria del capitolo di Milano, si tenevano le sessioni supplementari di giustizia delle Tre valli.

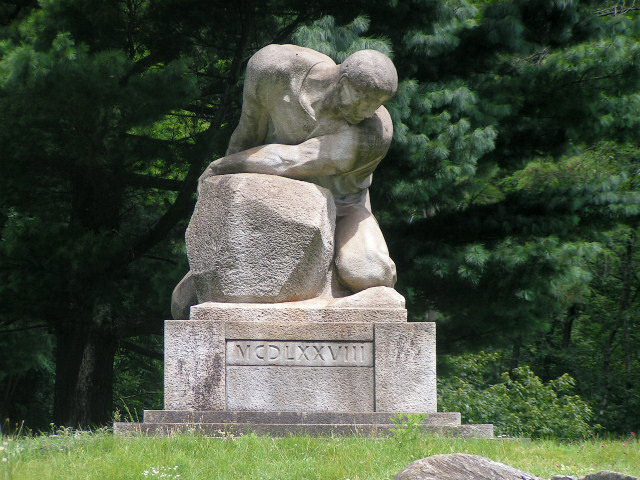
Monumento alla battaglia di Giornico

Con la partecipazione di Antonio da Giornico, il 28 dicembre 1478 a Giornico ebbe luogo la battaglia di Giornico (o battaglia dei Sassi Grossi), che si concluse con la vittoria delle truppe della Confederazione elvetica sull'esercito sforzesco, a seguito della quale l'intera Val Leventina passò dal dominio milanese a quello svizzero.
Il 14 gennaio 1479 la Dieta elvetica ordinò l'istituzione d'una guarnigione stabile in loco. 

La peste colpì il paese nel 1566, 1584 e nel 1629 (in quell'anno le vittime furono duecentosessantacinque). 

La parrocchia di Giornico è autonoma dal 1567, anche se non è nota la data precisa del distacco dalla matrice di Biasca.
Il 26 novembre 2023, con una votazione popolare consultiva, è stata approvata la proposta di aggregazione con il vicino Comune di Bodio.

## Monumenti e luoghi d'interesse

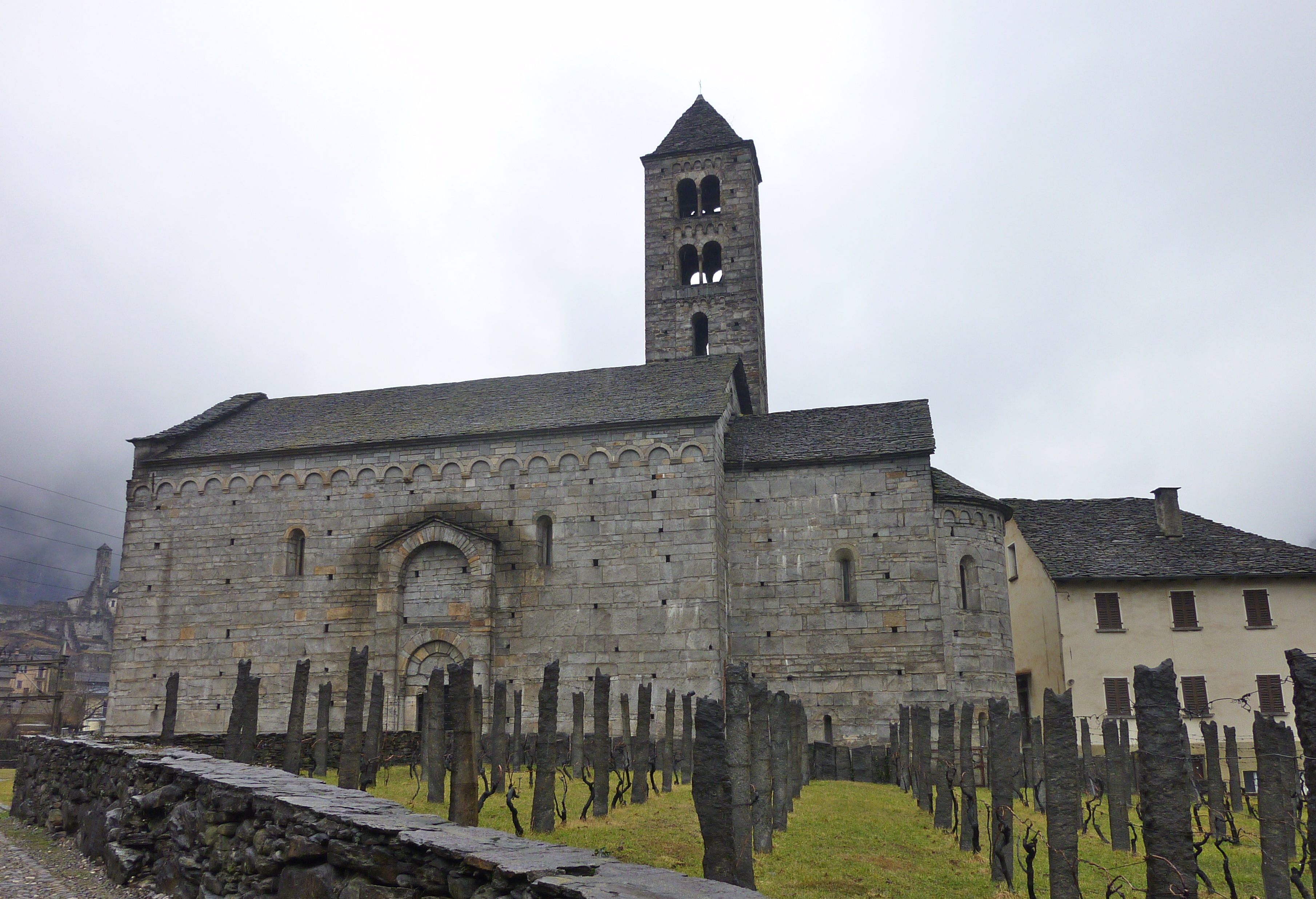
La chiesa di San Nicolao

### Architetture religiose
A testimonianza dell'importanza di Giornico dal punto di vista ecclesiastico a partire dall'epoca medievale rimangono sette chiese:
- Chiesa di San Nicolao (1110-1120)[1];
- Chiesa parrocchiale di San Michele, attestata nel 1210[1];
- Chiesa di San Pellegrino (1345)[1];
- Chiesa di Santa Maria del Castello (post 1518)[1];
- Chiesa di Santa Maria di Loreto;
- Chiesetta di Santa Maria Maddalena, nota anche come chiesa di San Giorgio, costruita dagli abitanti di Altirolo a seguito della peste del 1630;[11]
- Oratorio di San Carlo Borromeo, costruito dai giornichesi in ricordo della peste del 1630.[12]

Dislocate sul territorio sono inoltre numerose cappelle.

### Architetture civili
- Casa Stanga (XVI secolo), comprendente il Museo di Leventina;[1]
- Torre di Atto, torre dove si dice abbia soggiornato Attone, vescovo di Vercelli nel X secolo.

## Società

### Evoluzione demografica
L'evoluzione demografica è riportata nella seguente tabella:
Abitanti censiti

## Amministrazione
Ogni famiglia originaria del luogo fa parte del cosiddetto comune patriziale e ha la responsabilità della manutenzione di ogni bene ricadente all'interno dei confini del comune.